# Rhabdomastix (Lurdia) inclinata
Rhabdomastix (Lurdia) inclinata is een tweevleugelige uit de familie steltmuggen (Limoniidae). De soort komt voor in het Palearctisch gebied.